# Губерния (телеканал)
Губерния — хабаровский краевой телеканал, основанный 30 ноября 1998 года. В эфире телеканала имеются информационные, аналитические и развлекательные программы, художественные и документальные фильмы, как самостоятельного, так и федерального или международного производства. Является сетевым партнёром телеканала ОТР (ежедневно с 06:00 до 09:00 и с 17:00 до 19:00).
Телеканал получил множество наград, в том числе десять статуэток «Золотой орфей» премии ТЭФИ-Регион и несколько побед в конкурсе «МедиаБренд».
1 декабря 2014 года телеканал начал вещание в Еврейской автономной области под названием «Губерния Биробиджан».

## История
- Телеканал начал вещание 30 ноября 1998 года[3]. Основной целью ставилось донесения до телезрителя событий, происходящих непосредственно в городе и крае.
- 1 октября 2002 года запустилась программа «Утро с Губернией».
- 24 октября 2012 года в Хабаровске вместо «Губернии» начал вещание городской телеканал 6ТВ, с отличающейся программной сеткой.
- 1 декабря 2014 года телеканал начал вещание в Еврейской автономной области под названием «Губерния Биробиджан»[2].
- В 2014 году начал работу портал gubernia.com. На сайте публикуются как новости телеканала, так и оригинальные публикации. Запущен прямой эфир.
- 8 февраля 2017 года, решением Федеральной конкурсной комиссии Роскомнадзора телеканал «Губерния» получил право бесплатно распространять свои программы на 21-й кнопке[4].
- 25 мая 2017 года было объявлено что 6ТВ передаётся медиакомпании СЭТ, и вместо него в Хабаровске сменит логотип в светлый, появится название внизу логотипа «ГУБЕРНИЯ», начнёт и возобновит вещание краевой общедоступный телеканал «Губерния».
- 1 июня 2017 года телеканал сменил логотип в светлый, появилось название внизу логотипа «ГУБЕРНИЯ», начал и возобновил вещание в Хабаровске вместо 6ТВ.
- В 2018 году телеканалу исполнилось 20 лет.
- Со 2 ноября 2020 года программы Телеканал Губерния (Хабаровск) в рамках врезок «Общественного телевидения России» (9-й канал первого мультиплекса) вещает ежедневно с 06:00 до 09:00 и с 17:00 до 19:00.
- В 2023 году  телеканалу исполнилось 25 лет.

## Программы
- «Утро с Губернией» (информационно-развлекательная программа)
- «Новости» (информационная программа)
- «Новости недели» (информационная программа за неделю)
- «Место происшествия» (хроника происшествий)
- «Место происшествия. Итоги недели» (хроника происшествий за неделю)
- «Школа здоровья» (спортивная программа)
- «Говорит Губерния» (разговорная программа)
- «Лайт Лайф» (развлекательная программа)
- «Фабрика новостей» (информационная программа)
- «Политпрайм» (разговорная программа)
- «Мы вместе (разговорная программа)
- «Brosko Volno. Обратный отсчёт» (развлекательная программа)
- Слово Веры (разговорная программа)
- На рыбалку (развлекательная программа)
- В кругу семьи (развлекательная программа)
- Время села (развлекательная программа)

## Награды и достижения

### Награды
Телеканал завоевал десять статуэток «Золотой Орфей» премии «ТЭФИ-Регион» в различных номинациях, в том числе «Лучшая информационная программа» и «Репортёр».
Помимо этого телеканал получил ряд премий конкурса «МедиаБренд», заняв первые и призовые места во множестве номинаций, в том числе «Лучший дизайн студии».

### Достижения
Согласно результатам исследования агентства «Страна-Онлайн», опубликованным 17 мая 2017 года, Губерния стала лидером телесмотрения среди региональных каналов России, также, согласно опросу, проведённому тем же агентством, телеканал регулярно смотрели 74 % респондентов.

## НТК 21 (Новая телекомпания)
НТК21 (Новая телекомпания) — областной телеканал, вещающий в Еврейской автономной области. Запущен 10 октября 2008 года, доступен в пакетах кабельного и интерактивного телевидения. НТК21 (Новая телекомпания) является сетевым партнёром телеканала ОТР (Ежедневно с 07:00 до 09:00 и с 18:00 до 19:00).
В эфире канала имеются как программы производства хабаровской Губернии, так и собственные, выходящие 30-и минутными блоками в течение дня.

### Программы местного производства
| Программы       | Время выхода в эфир |
| --------------- | --- |
| Новости 21      | По Будням в 07:00 (повтор) и 18:00 на ОТР По Будням в 09:00 и 19:00 ПН-ЧТ 21:00 ПТ 15:00                                    |
| Итоги недели 21 | По Субботам в 18:00 и По Воскресеньям в 07:00 и 18:00 (повтор) на ОТР Субботу в 09:00 и 15:30 и в воскресенье 09:30 и 17:00 |
| Тема дня        | |